# Mittelmeer-Brombeere
Die Mittelmeer-Brombeere (Rubus ulmifolius) oder Ulmenblatt-Brombeere ist eine Pflanzenart aus der Gattung Rubus in der Sektion der Brombeeren (Rubus). Die Frucht der Art ist im Mittelmeerraum eine beliebte Speisefrucht. In vielen Gebieten der Welt, beispielsweise auf dem Galapagos-Archipel ist die Mittelmeer-Brombeere eine gefürchtete invasive Pflanze, die dort einheimische Pflanzenarten verdrängt.

## Beschreibung

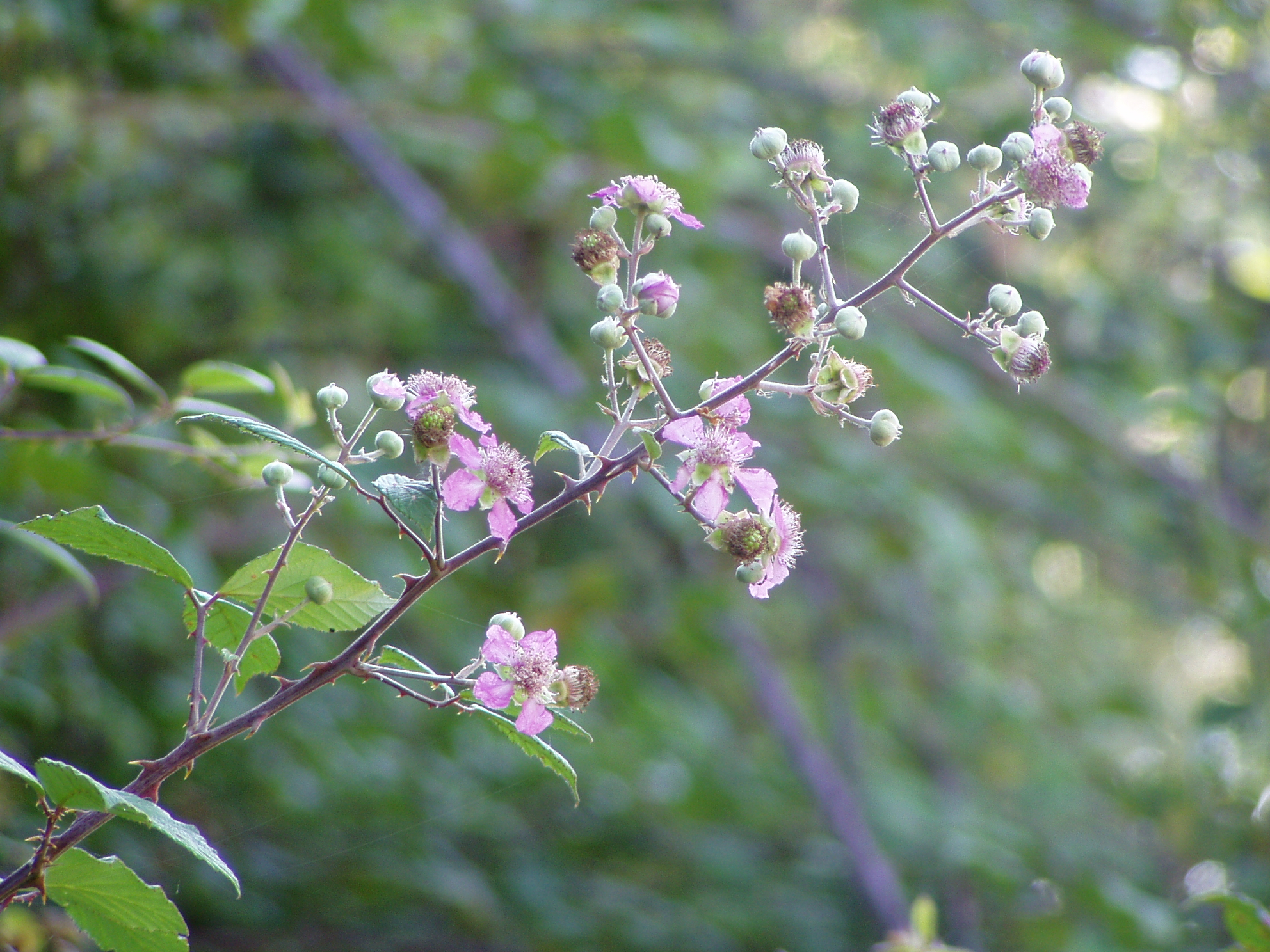
Blütenstand

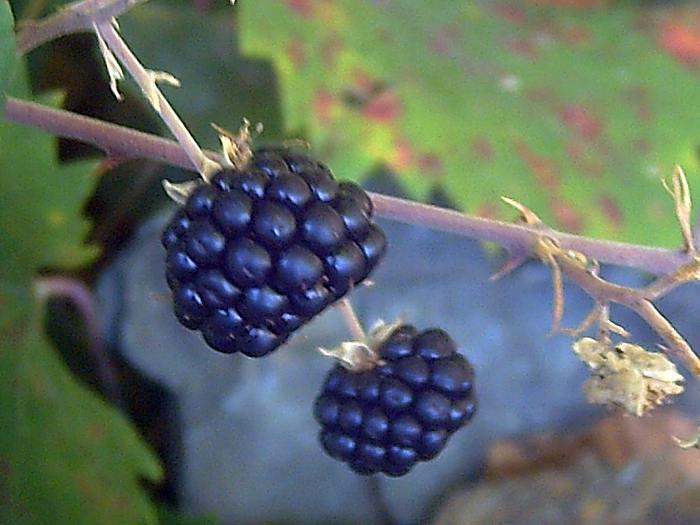
Sammelsteinfrüchte

### Vegetative Merkmale
Die Mittelmeer-Brombeere ist ein leicht wintergrüner Kleinstrauch, der Wuchshöhen von bis zu 2 Metern erreicht. Der Habitus ist übergeneigt. Die Sprossachsen sind scharf kantig, auf den Flächen gefurcht und meist stark bläulich bereift. Zweige und Blattstiele sind zumeist rötlich. Die Stacheln sind gleichförmig, gerade oder schwach gekrümmt und an den blühenden Ästen mehr sichelig.
Die wechselständig angeordneten Laubblätter sind in Blattstiel und -spreite gegliedert. Der Blattstiel ist oberseits flach und hakig bestachelt. Die Fiederblätter sind drei- bis fünfzählig. Jedes Blättchen ist breit-eiförmig mit kurzer aufgesetzter Spitze. Das Endblättchen ist 3 bis 8 Zentimeter lang, die seitlichen Blättchen sind kleiner. Die Blattoberseiten sind kahl oder fast kahl. Die Blattrippen sind fein haarig. Die Blattunterseiten sind dicht filzig weiß behaart.

### Generative Merkmale
Die Blütezeit reicht von Juli bis August, seltener noch im September. Die Blütenstände sind dicht behaart und mit kräftigen Hakenstacheln bewehrt. Stieldrüsen fehlen.
Die zwittrigen Blüten sind. Die Kelchblätter sind zugespitzt; sie sind kürzer als die Blütenstiele und außen dicht weißfilzig. Die rosafarbenen Kronblätter sind gerundet und stark knittrig. Die Staubfäden sind rosafarben, die Staubbeutel sind kahl. Die Fruchtblätter sind dicht behaart.
Die Sammelfrucht ist glänzend schwarz. Die Steinfrüchte sind ziemlich klein, aber von kräftigem aromatischen Geschmack.
Die Chromosomenzahl beträgt 2n = 14.

## Vorkommen
Die Mittelmeer-Brombeere ist ein atlantisch-westmediterranes Florenelement. Für Europa gibt es Fundortangaben in Irland, Großbritannien, den südlichen Niederlanden und Belgien ostwärts bis Luxemburg und Nordrhein-Westfalen, Frankreich, Spanien, Portugal, den Balearen, Korsika, Sardinien, in Italien nordwärts bis in die südliche Schweiz, Sizilien, Malta, Slowenien, Kroatien, Bosnien-Herzegowina, Montenegro sowie mit wenigen isolierten Fundorten in Nordmazedonien und Griechenland. In Südosteuropa und Vorderasien löst der nahe verwandte Rubus sanctus Rubus ulmifolius ab.
In Afrika gibt es Vorkommen auf den Kanarischen Inseln und Madeira, Marokko, Algerien und Tunesien.
Als eingebürgert also nicht ursprünglich werden die Vorkommen auf den Azoren, im größten Teil Deutschlands, in Dänemark und in der Tschechischen Republik betrachtet.
In Deutschland sind natürliche Vorkommen auf die Umgebung von Aachen beschränkt; jüngere Ausbreitung geschah vor allem in Nordrhein-Westfalen. Beim Vorkommen auf Helgoland ist die Ursprünglichkeit zweifelhaft. Die Mittelmeer-Brombeere ist in Mitteleuropa eine Charakterart des Verbands Pruno-Rubion ulmifolii. In Mitteleuropa steigt Rubus ulmifolius im Tessin bis in eine Höhenlage von 1200 Meter, im Kanton Wallis bis 1380 Metern auf.
Neophytische Vorkommen gibt es in Nordamerika, Südafrika, Australien, auf Neuseeland, dem Galapagos-Archipel und in Chile. Dort wird diese Art als invasive Pflanze bekämpft.

## Systematik

### Taxonomie
Die Erstbeschreibung von Rubus ulmifolius erfolgte 1818 durch Heinrich Wilhelm Schott in Erneuerte Vaterl. Blätt. Oesterr. Kaiserstaat, Band 11, S. 42.

### Äußere Systematik
Die Art Rubus ulmifolius gehört zur Serie Discolores (P.J.Müller) Focke der Untersektion Hiemales E.H.L.Krause aus Sektion der Sektion der Brombeeren (Rubus) in der Untergattung Rubus innerhalb der Gattung Rubus

### Botanische Geschichte
Je nach Autor gibt es Subtaxa, beispielsweise gab es bei Hegi 1961 oder 1995 vier Varietäten:
- Rubus ulmifolius var. bellidiflorus (Koch) Focke, eine Varietät mit gefüllten Blüten und schmalen Kronblättern.[2]
- Rubus ulmifolius var. dalmatinus (Tratt.) Halácsy, eine auf der Balkanhalbinsel auftretende geographische Unterart.[2]
- Rubus ulmifolius var. inermis Focke, eine stachellose Varietät.[2] Sie wurde unter den Sortennamen 'Cory Thornless', 'Santa Rosa', 'Sebastopol' in den Vereinigten Staaten in den Handel gebracht.[1]
- Rubus ulmifolius var. ulmifolius